# شهرستان انتریم
شهرستان انتریم (به انگلیسی: County Antrim) شهرستانی واقع در ایرلند شمالی و بریتانیا است که در استان اولستر قرار دارد.

## خصوصیات
شهرستان انتریم ۳٬۰۴۶ کیلومترمربع مساحت و ۶۱۸٬۱۰۸ نفر جمعیت دارد.